# Mount Hubbard, Östantarktis
Mount Hubbard är ett berg i Antarktis. Det ligger i Östantarktis. Nya Zeeland gör anspråk på området. Toppen på Mount Hubbard är 1 173 meter över havet, eller 252 meter över den omgivande terrängen. Bredden vid basen är 5,1 km.
Terrängen runt Mount Hubbard är huvudsakligen kuperad, men söderut är den bergig. Trakten är obefolkad. Det finns inga samhällen i närheten. 